# Segunda División de Chile 1963
Segunda División de Chile 1963 var 1963 års säsong av den nationella näst högsta divisionen för fotboll i Chile, som vanns av Green Cross som således gick upp i Primera División (den högsta divisionen). Valparaíso Ferroviarios flyttades ner.

## Tabell
|  |     | Lag                     | Poäng | M  | V  | O  | F  | GM | IM | MSK |
|  | --- | ----------------------- | ----- | -- | -- | -- | -- | -- | -- | --- |
|  | 1.  | Green Cross             | 41    | 26 | 17 | 7  | 2  | 58 | 29 | +29 |
|  | 2.  | Trasandino              | 36    | 26 | 15 | 6  | 5  | 63 | 31 | +32 |
|  | 3.  | Deportes Temuco         | 35    | 26 | 13 | 9  | 4  | 52 | 25 | +27 |
|  | 4.  | Deportes Ovalle         | 30    | 26 | 11 | 8  | 7  | 42 | 34 | +8  |
|  | 5.  | Lister Rossel           | 27    | 26 | 10 | 7  | 9  | 38 | 41 | -3  |
|  | 6.  | UTE                     | 26    | 26 | 10 | 6  | 10 | 49 | 50 | -1  |
|  | 7.  | San Antonio Unido       | 26    | 26 | 9  | 8  | 9  | 40 | 43 | -3  |
|  | 8.  | Iberia                  | 26    | 26 | 9  | 8  | 9  | 37 | 41 | -4  |
|  | 9.  | Colchagua Deportes      | 25    | 26 | 9  | 7  | 10 | 31 | 34 | -3  |
|  | 10. | Luis Cruz Martínez      | 24    | 26 | 8  | 8  | 10 | 42 | 44 | -2  |
|  | 11. | Ñublense                | 21    | 26 | 7  | 7  | 12 | 38 | 51 | -13 |
|  | 12. | Municipal de Santiago   | 20    | 26 | 7  | 6  | 13 | 34 | 46 | -12 |
|  | 13. | San Bernardo Central    | 17    | 26 | 3  | 11 | 12 | 29 | 48 | -19 |
|  | 14. | Valparaíso Ferroviarios | 10    | 26 | 2  | 6  | 18 | 32 | 68 | -36 |

|  | Uppflyttade till Primera División. |
|  | Nedflyttande.                      |